# Lista monumentelor istorice din județul Argeș - U

Simbol pentru monumentele istorice

Lista monumentelor istorice din județul Argeș - U cuprinde monumentele istorice înscrise în Patrimoniul cultural național al României și aflate în localități ce încep cu litera U din județul Argeș.
Lista completă este menținută și actualizată periodic de către Ministerul Culturii, Cultelor și Patrimoniului Național din România, prin intermediul Institutului Național al Patrimoniului, ultima versiune datând din 2015. Această listă cuprinde și actualizările ulterioare, realizate prin ordin al ministrului culturii.
| Cod LMI                               | Denumire                                           | Localitate                         | Localizare                                                                    | Datare, Creatori                                  | Imagine               | Erori             |
| ------------------------------------- | -------------------------------------------------- | ---------------------------------- | ----------------------------------------------------------------------------- | ------------------------------------------------- | --------------------- | ----------------- |
| AG-I-s-A-13385 (RAN: 14566.01)        | Situl arheologic de la Urlueni, punct „La Urloaie” | sat Urlueni; comuna Bârla          | „La Urloaie”, pe Dealul Cotmenii, la cca. 2 km S de sat 44.4833°N 24.7667°E   |                                                   | Încarcă foto \| video | Raportează eroare |
| AG-I-m-A-13385.01 (RAN: 14566.01.01)  | Castrul Mare                                       | sat Urlueni; comuna Bârla          | „La Urloaie”, pe Dealul Cotmenii, la cca. 2 km S de sat 44.48555°N 24.76139°E | Epoca romană, sf. sec. II - înc. sec. III p. Chr. | Încarcă foto \| video | Raportează eroare |
| AG-I-m-A-13385.02 (RAN: 14566.01.02)  | Castrul Mic                                        | sat Urlueni; comuna Bârla          | „La Urloaie”, pe Dealul Cotmenii, la cca. 2 km S de sat 44.48555°N 24.76139°E | Epoca romană, înc. sec. II p. Chr.                | Încarcă foto \| video | Raportează eroare |
| AG-I-m-A-13385.03 (RAN: 14566.01.03)  | Traseul Brazdei lui Novac                          | sat Urlueni; comuna Bârla          | „La Urloaie”, pe Dealul Cotmenii, la cca. 2 km S de sat 44.48555°N 24.76139°E | Epoca romană, sec. III p. Chr.                    | Încarcă foto \| video | Raportează eroare |
| AG-I-m-A-13385.04 (RAN: 14566.01.04)  | Sectorul Limesului Transalutan                     | sat Urlueni; comuna Bârla          | „La Urloaie”, pe Dealul Cotmenii, la cca. 2 km S de sat 44.48555°N 24.76139°E | Epoca romană                                      | Încarcă foto \| video | Raportează eroare |
| AG-II-m-A-13822                       | Biserica „Adormirea Maicii Domnului” - Ciorâca     | sat Uda; comuna Uda                | 124                                                                           | 1830                                              | Încarcă foto \| video | Raportează eroare |
| AG-II-m-B-13831                       | Sanatoriu, azi Sanatoriul TBC nr. 1                | sat Ungureni; comuna Valea Iașului | 100                                                                           | 1940 Angelo Viecelli (arhitect):p. 43             | Încarcă foto \| video | Raportează eroare |
| AG-II-m-A-13823 (RAN: 14566.03)       | Biserica „Adormirea Maicii Domnului” - Lereni      | sat Urlueni; comuna Bârla          |                                                                               | 1787                                              | Încarcă foto \| video | Raportează eroare |
| AG-II-a-A-13825 (RAN: 16105.02)       | Mănăstirea Bascovele                               | sat Ursoaia; comuna Cotmeana       | Ulița Bisericii 105B                                                          | 1695, ref. 1845                                   | Încarcă foto \| video | Raportează eroare |
| AG-II-m-A-13825.01 (RAN: 16105.02.01) | Biserica „Intrarea în Biserică”                    | sat Ursoaia; comuna Cotmeana       | Ulița Bisericii 105B                                                          | 1845                                              | Încarcă foto \| video | Raportează eroare |
| AG-II-m-A-13825.02                    | Chilii                                             | sat Ursoaia; comuna Cotmeana       | Ulița Bisericii 105B                                                          | 1695                                              | Încarcă foto \| video | Raportează eroare |
| AG-II-m-A-13825.03                    | Clădiri anexe                                      | sat Ursoaia; comuna Cotmeana       | Ulița Bisericii 105B                                                          | 1695, ref. 1843                                   | Încarcă foto \| video | Raportează eroare |
| AG-II-m-A-13825.04                    | Turn clopotniță                                    | sat Ursoaia; comuna Cotmeana       | Ulița Bisericii 105B                                                          | 1695                                              | Încarcă foto \| video | Raportează eroare |
| AG-II-m-A-13825.05                    | Zid de incintă                                     | sat Ursoaia; comuna Cotmeana       | Ulița Bisericii 105B                                                          | 1695                                              | Încarcă foto \| video | Raportează eroare |
| AG-IV-m-A-14016 (RAN: 14566.04)       | Cruce de piatră                                    | sat Urlueni; comuna Bârla          |                                                                               | 1731                                              | Încarcă foto \| video | Raportează eroare |